# 廣泛政治選舉抵抗陣線
廣泛政治選舉抵抗陣線（西班牙語：Frente Amplio Político Electoral en Resistencia，簡稱FAPER）是中美洲國家洪都拉斯的一個政黨，他在2010年正式成立，並在2012年5月8日得到該國的最高選舉法庭（西班牙語：Tribunal Supremo Electoral）承認。